# 挪威国际航空
挪威国际航空（英語：Norwegian Air International）是一家爱尔兰的廉价航空公司，隶属于挪威穿梭航空并使用其企业形象标识。挪威国际航空运营从芬兰、西班牙、意大利和英国出发的航线，总部设在都柏林机场。

## 航點
挪威國際航空與其母公司挪威穿梭航空及旗下子公司共同組成挪威航空集團。作為挪威航空集團航線網絡的一部分，該航空公司的運營基地設於愛爾蘭都柏林，歷史上曾在丹麥、芬蘭、西班牙、英國和美國設立基地。

## 機隊
截至2017年11月30日，挪威国际航空機隊如下：
| 機型         | 服役中 | 訂購中 | 載客量 | 備注 |
| ------------ | ------ | ------ | ------ | ---- |
| 波音737-800  | 58     | —      | 186    |      |
| 波音737 MAX8 | 6      | —      | 189    |      |
| 總計         | 67     | —      |        |      |

## 外部連結
- 官方網站 （页面存档备份，存于）（英文）